# Baseball in Kuba
Das nationale kubanische System des Baseball besteht nicht aus einer einzelnen Liga, sondern es ist ein Überbau verschiedener Ligen und Serien unter dem Dach der Kubanischen Baseballföderation. Die Föderation organisiert die nationalen Meisterschaften und die Auswahl für die kubanische Baseballnationalmannschaft. Die Spieler sind Amateure und spielen in jenen Provinzen, in denen sie wohnen. Alle kubanischen Provinzen sind jeweils durch mindestens ein Team vertreten.

## Organisation des kubanischen Baseballs

### Serie Nacional de Béisbol
Die nationale Meisterschaftsserie, Serie Nacional de Béisbol, geht normalerweise von November bis April und beinhaltet 90 Spiele pro Mannschaft in der regulären Saison. Danach folgen drei Play-off-Runden, durch die am Ende der Meister gekürt wird. Die Serie wurde seit 1961/62 in jedem Winter gespielt. Es gibt 16 Mannschaften, die jeweils in einer West-Liga und einer Ost-Liga organisiert sind. Die jeweils vier besten Mannschaften jeder Liga nehmen an den Play-offs teil. Der Meister wird dann im Mai oder Juni gekrönt.

### Super Series
Die Super-Serie wird normalerweise von Mai bis Juni gespielt und umfasst 28 Begegnungen. Nachfolgend gibt es ein Play-off der beiden besten Mannschaften. Die Teams werden aus den jeweils besten Spielern der Serie Nacional gebildet. Die Nationalmannschaft wird dann aus den Spielern der Super-Serie rekrutiert. Insgesamt konkurrieren fünf Mannschaften:
- Occidentales (Westliche Provinzen)
- Havanna
- Centrales (Zentrale Provinzen)
- Orientales (Östliche Provinzen)
- Santiago de Cuba

## Geschichte des kubanischen Baseballs
Vor der kubanischen Revolution gediehen verschiedene professionelle, semi-professionelle, betriebliche und Amateurbaseballligen in Kuba, einschließlich der Profiliga Liga Cubana de Béisbol sowie dem kubanischen Ableger der Minor Leagues Havana Sugar Kings.
Nach der Revolution war Baseball weiterhin der kubanische Nationalsport. Im Februar 1961 bildete die neue Regierung das Nationale Institut für Sport, Leibeserziehung und Erholung (INDER) und im März nach dem Abschluss der Saison der Liga Cubana von 1960/61 wurde die Auflösung der Profiliga sowie die Einrichtung einer Amateurmeisterschaft verfügt.
Die erste Meisterschaftserie 1961/62 umfasste vier Mannschaften: Occidentales (die Westlichen), Orientales (die Östlichen), Habana (Havanna) und Azucareros (Zuckerarbeiter). In der folgenden Saison erhöhte sich die Anzahl der Mannschaften auf sechs und 1967 auf zwölf. Die Ausweitung des Baseballs auf die Provinzen war begleitet vom Bau neuer Stadien in den Provinzhauptstädten und brachte erstklassigen Baseball dorthin. Die beiden neuen Hauptstadtteams Industriales und Metropolitanos waren vergleichbar mit den beiden Mannschaften der Profiliga Almendares, die wie heute Industriales in Blau und Habana, die wie Metropolitanos in Rot spielten. Nachdem jedoch Industriales von 1963 bis 1966 viermal hintereinander die Meisterschaft holte, wurde es als das beste Baseballteam kubaweit bekannt. Die Metropolitanos dagegen konnten die alte Rivalität leistungsmäßig nicht wieder aufnehmen und sind als zweitklassiges Team eine Mannschaft für junge Spieler und Veteranen über ihrem Leistungszenit.
Einige Personen waren für den Übergang zum post-revolutionären Baseball in Kuba wichtig: Gilberto Torres betreute das erste Nationalteam und übermittelte sein großes Wissen über das Spiel an die neue Generation von Amateurspielern. Natilla Jiménez leitete verschiedene Provinzmannschaften und war Pitching-Trainer der Nationalmannschaft. Auch Juan Vistuer, Asdrúbal Baró und Pedro Chávez waren prominente transnationale Trainer und Manager. Conrado Marrero, ehemaliger Pitcher der Washington Senators, blieb in Kuba und war dort Pitching-Trainer für verschiedene Mannschaften.
Das kubanische System ist sowohl dahingehend konzipiert, nationale Talente zu fördern, als auch die Bevölkerung zu unterhalten. Kinder, die entsprechende athletische Fähigkeiten versprechen, werden an entsprechende Sport-Spezialschulen geschickt, vergleichbar mit den Kinder- und Jugendsportschulen der DDR, um ein erweitertes erfolgversprechendes Training zu ermöglichen. Diese Spieler sind jedoch Ausnahmetalente.
Obwohl alle Spieler vom Status her alle Amateure sind, werden Elite-Spieler finanziell unterstützt und erhalten spezielle Aufmerksamkeit. Jedoch ist es für viele Top-Spieler ein Problem, dass sie sich wenig bis gar nicht mit den Top-Spielern der Welt messen können. Eine der wenigen Möglichkeiten um gegen die besten Profispieler der Welt zu kämpfen ist der World Baseball Classic, erstmals abgehalten im März 2006.
2015 konnte das erste Mal seit 1960, damals gewannen die Elefantes de Cienfuegos, mit den Vegueros de Pinar del Río wieder eine kubanische Mannschaft die Serie del Caribe gewinnen.

## Emigranten
Einige aus Kuba geflohene Baseballspieler (manchmal auch als Deserteure bezeichnet), spielten für die Major Leagues in den USA und Kanada. Unmittelbar nach der kubanischen Revolution 1959 emigrierten zahlreiche bisherige Profispieler, jedoch nahm deren Zahl in den Folgejahren deutlich ab. Seit 1991 emigrierten jedoch eine Reihe prominenter kubanischer Baseballspieler, unter anderem die folgenden:
- Rolando Arrojo
- Danys Báez
- Yuniesky Betancourt
- José Contreras
- Liván Hernández
- Orlando Hernández („El Duque“ – „Der Herzog“)
- Kendry Morales
- Rey Ordóñez
- Ariel Prieto
- Alay Soler
- Yunel Escobar
- Brayan Pena